# Скален саламандър
Скалните саламандри (Plethodon shenandoah) са вид земноводни от семейство Безбелодробни саламандри (Plethodontidae).
Срещат се в ограничен район в американския щат Вирджиния.
Таксонът е описан за пръв път от американския зоолог Ричард Хайтън през 1967 година.